# Damianus
Damianus ou Damien est un prélat anglo-saxon du milieu du VIIe siècle. Il est évêque de Rochester pendant une durée inconnue jusqu'à sa mort, survenue vers 664.

## Biographie
D'après l'Histoire ecclésiastique du peuple anglais de Bède le Vénérable, Damianus est originaire du Sussex. Il est sacré évêque de Rochester par l'archevêque de Cantorbéry Deusdedit, succédant à Ithamar. Bède ne donne aucune date pour cet événement qui peut donc avoir eu lieu à n'importe quel moment de l'archiépiscopat de Deusdedit, entre 655 et 664.
Damianus meurt à une date inconnue vers 664. Le siège épiscopal de Rochester reste vacant pendant plusieurs années avant que Théodore, le successeur de Deusdedit, y nomme Putta, peut-être en 669,.